# SN 1989Q
SN 1989Q – supernowa typu Ia odkryta 26 września 1989 roku w galaktyce A014534+2205. W momencie odkrycia miała maksymalną jasność 19,50m.